# Cmentarzysko w Bodzi
Cmentarzysko w Bodzi – elitarne cmentarzysko wczesnośredniowieczne odkryte w miejscowości Bodzia na Kujawach.

## Opis
Na nekropolę z końca X i 1. poł. XI wieku składały się elitarne pochówki kilkudziesięciu osób. Świadczyło o tym bogate wyposażenie grobów. Zarówno typ grobów, jak i bogate ich wyposażenie wskazuje na wysoki status pochowanych na cmentarzysku osób. Znajdowane w grobach elementy uzbrojenia, wskazują na wysoki status społeczny pochowanych tam mężczyzn i kobiet, a znalezione waga i srebro na dalekosiężne kontakty handlowe. Bogactwo wyposażenia oraz cechy rytuału pogrzebowego wskazują, iż na cmentarzysku w Bodzi pochowani zostali członkowie świeckiej elity państwa polskiego z czasów Bolesława Chrobrego. Wiele darów grobowych znajduje bliskie analogie wśród wytworów mających wschodnią (głównie Ruś Kijowska), skandynawską, ale również południową (Wielka Morawa) i zachodnią (państwo Franków) proweniencję. Odkryty cmentarz rzędowy pochodzi z okresu pierwszej monarchii piastowskiej, którego okres użytkowania przypada między drugą połową X i pierwszą poł. XI wieku. 

## Odkrycie
Cmentarz został odkryty podczas ratunkowych badań archeologicznych w 2007 roku w miejscowości Bodzia na Kujawach w trakcie prac budowlanych na pasie Autostrady A1. Nekropolia składa się z pochówków zorientowanych zwyczajem skandynawskim na osi północ-południe, są to groby komorowe z grodzeniami rozplanowane w czterech rzędach. Wyjątek stanowią dwa obiekty, które usytuowano zwyczajem chrześcijańskim na osi wschód-zachód.
Nekropolia podzielona była na kwatery za pomocą konstrukcji drewnianych. W obrębie ogrodzonej kwatery znajdował się jeden, dwa lub trzy pochówki. Jedna trzecia przebadanych grobów miała drewniane skrzynie trumienne z żelaznymi okuciami. Zmarłych układano na wznak z głowami skierowanymi na północ lub wschód.
Cechą charakterystyczną wszystkich pochówków zarówno mężczyzn, kobiet i dzieci było występowanie bardzo bogatego wyposażenia. Większość zmarłych zaopatrzono w monety wkładane do ust oraz noże żelazne układane przy lewej ręce. Kobiety wyposażano w paciorki szklane, gliniane, z karneolu, kryształu górskiego i srebrne, dęte i granulowane, z aplikacjami srebra, foliowanych złotem, z pracowni bizantyjskich i muzułmańskich. Liczne są znaleziska pierścieni, wisiorów, dzwoneczków, kabłączków, amuletów, kaptorgi z wyobrażeniem drapieżnego ptaka, w stylistyce frankijskiej, monety i siekańce, krzyże wycięte z dirhemów i denarów saskich, krzyżyki takie spotykane są w kulturze wareskiej, jako obole zmarłego. Natomiast w grobach męskich znajdowano broń w tym miecze lub chazarski czekan. Niezależnie od płci, w części pochówków znaleziono relikty wiaderek z kutymi obręczami. W jednym z grobów dziecięcych znaleziono brązowy dzwoneczek.
W piętrowym grobie młodego wojownika, miecz złożony na wysokości twarzy, ornamentowany stylem mammen należący do typu Z wg typologii Petersena. Pas do miecza z końcówką zakończoną z jednej strony charakterystycznymi dla Waregów warkoczykami, z drugiej strony dwózub z krzyżykiem Światopełka Przeklętego.
Badania Douglasa Price’a izotopu strontu S84-86 dla reprezentatywnej próbki szczątków kostnych cmentarza w Bodzi wykazały, że nie była to populacja miejscowa i według impulsów podłoża mająca pochodzenie skandynawskie. Również badania genetyczne profesora Wiesława Bogdanowicza badającego koligacje populacji ludzkich, dla określenia pochodzenia linii męskiej, określiły wąski osobisty
profil genetyczny młodego wojownika, który w badanym przypadku występuje obecnie we wschodnim Tyrolu. Pod względem Y-DNA należał on do haplogrupy I1, haplotyp ten charakterystyczny był dla obszarów Skandynawii, natomiast profil mtDNA badanego osobnika, występuje obecnie u 40% mieszkańców Europy.

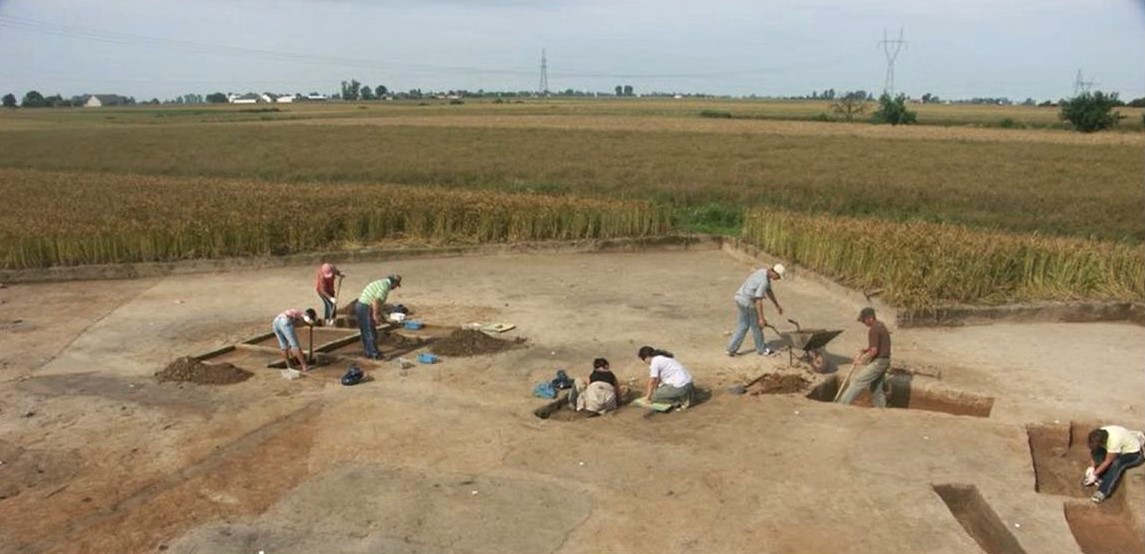
Prace archeologiczne
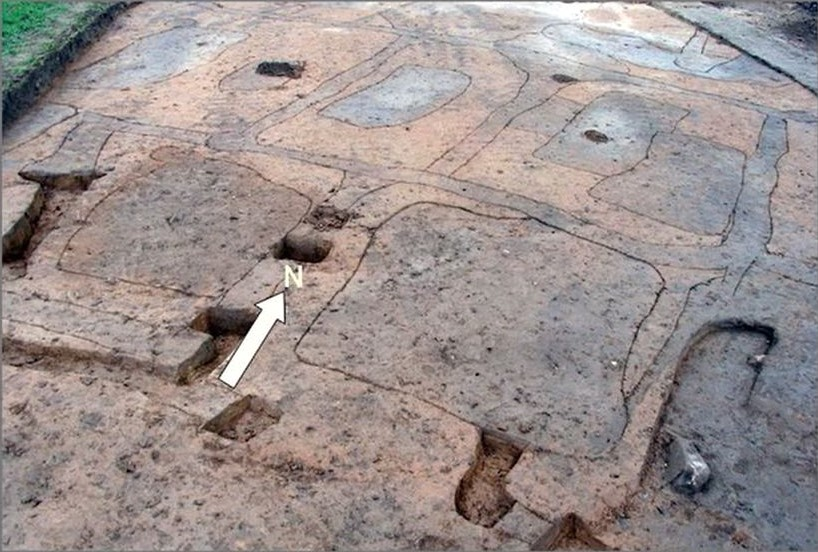
Podział nekropolii na kwatery
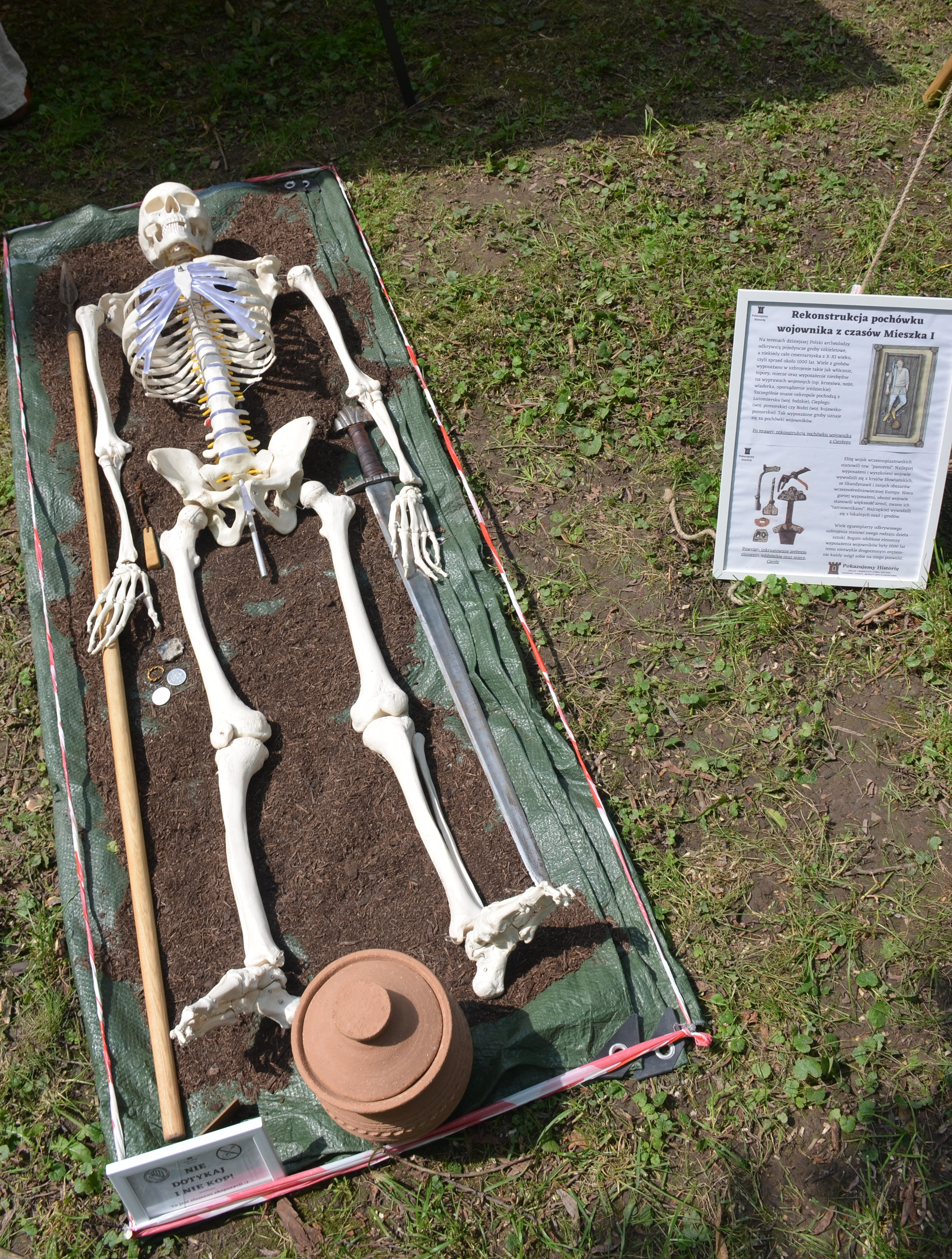
Rekonstrukcja pochówka młodego wojownika